# Zentralgefängnis Bagdad

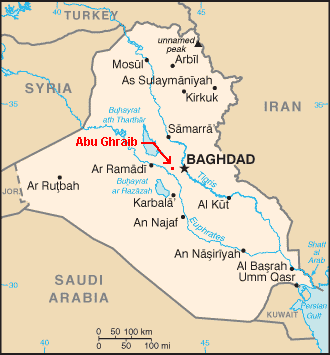
Lage von Abu Ghuraib im Irak

Das Zentralgefängnis Bagdad (früher Abu-Ghuraib-Gefängnis; arabisch سجن أبو غريب Sidschn Abū Ghuraib, DMG Siǧn Abū Ġurayb) war bis Februar 2014 ein Gefängnis-Komplex in Abu Ghuraib im Irak. Schon zu Zeiten Saddam Husseins war das Abu-Ghuraib-Gefängnis wegen seiner Folter-Praktiken berüchtigt. Außerdem sollen dort regelmäßig Hinrichtungen stattgefunden haben.
Nach dem dritten Golfkrieg rückte das Gefängnis 2004 in den Blickpunkt der Öffentlichkeit, als bekannt wurde, dass die US-Besatzungstruppen dort irakische Insassen vergewaltigten, misshandelten und folterten, oft bis zum Tod.

## Folterskandal
Im Mai 2004 gelangten Berichte und Fotos in die Medien, die belegten, dass US-amerikanische Soldaten und Geheimdienstmitarbeiter in Abu-Ghuraib regelmäßig Insassen misshandelten, folterten und in etwa 100 Fällen auch töteten. Sowohl männliche als auch weibliche Gefangene wurden vergewaltigt. Die Insassen waren zu „90 Prozent … unschuldig“, erklärte die damalige Abu-Ghuraib-Kommandantin Janis Karpinski heute.
Immer weitere Fotos und Details wurden bekannt und lösten weltweit Empörung aus. Besonders in der arabischen Welt gab es daraufhin gewalttätige Demonstrationen gegen die USA.

## Geschichte

### Bau und Betrieb unter dem Saddam-Regime
Während der Zeit des Saddam-Regimes unterstand das Gefängnis dem Allgemeinen Sicherheitsdienst (al-Amn al-Amm) und war Schauplatz von Folter und Hinrichtungen, denen Tausende von politischen Gefangenen zum Opfer fielen. Schätzungen gehen von bis zu 4.000 Exekutionen allein im Jahr 1984 aus. Die Menschenrechtsorganisation Amnesty International dokumentierte in den 1990er Jahren mehrere Massenhinrichtungen, bei denen jeweils Hunderte von Gefangenen starben. In der Umgebung des Gefängnisses wurden nach dem Sturz des Regimes mehrere Massengräber entdeckt.
Im Jahre 1993 kam der Deutsche Kai Sondermann dank der Vermittlung von Hans-Jürgen Wischnewski nach knapp achtmonatiger politischer Haft aus dem Gefängnis frei.
Während des Zweiten Golfkrieges 1991 wurden auch Kriegsgefangene der Koalitionstruppen, z. B. Angehörige des britischen SAS, inhaftiert.
Im Jahr 2001 saßen schätzungsweise 15.000 Häftlinge im Gefängnis ein, darunter viele irakische Kurden, Schiiten sowie persischstämmige Iraker, die teilweise seit dem Beginn des Ersten Golfkrieges im Jahr 1980 dort inhaftiert waren. Viele der Insassen waren nie angeklagt oder verurteilt worden und saßen jahrelang in Einzelhaft. Unbestätigten Hinweisen zufolge sollen einzelne Häftlinge auch für Versuche im Rahmen des irakischen B- und C-Waffenprogrammes missbraucht worden sein.
Im Frühjahr 2002 begann man mit dem Ausbau des Komplexes, der um bis zu sechs Zellenblöcke erweitert werden sollte.
Das Gefängnis wurde jedoch bereits vor Beginn des Irak-Krieges im Jahr 2003 aufgegeben. Nach einer Generalamnestie im Oktober 2002 und der Entlassung der meisten Häftlinge räumten die irakischen Sicherheitskräfte die Einrichtung und vernichteten nahezu sämtliche Unterlagen.
Nach dem Abzug wurde die Anlage geplündert und teilweise durch Brände zerstört.

### US-amerikanische Besetzung

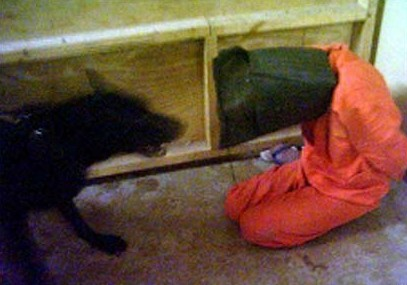
Psychische Folter im Abu-Ghuraib-Gefängnis

Im Jahre 2003 nahm die US Army das Gefängnis im Gefolge des zweiten Irakkrieges ein. Es wurde erneut zum Schauplatz von Folterungen, nunmehr durch Angehörige der amerikanischen Truppen. Während ein Teil als Gefängnis bzw. Militärgefängnis erhalten blieb, wurde ein Großteil der Anlagen zu einer Militärbasis aus- und umgebaut. Aufgrund der strategisch wertvollen Position vor der Stadt Bagdad wurde das Gefängnis zum Hauptumschlagsort für Verhaftete.
Das Gefängnis war immer wieder Angriffen, teilweise mit Mörsern, ausgesetzt.
Im Frühjahr 2004 entschied die militärische Führung, das Gefängnis wegen Überfüllung nochmals zu erweitern und damit Platz für mehr als 8.000 Inhaftierte zu schaffen. Ein Teil der Zellentrakte wurde auch den einheimischen Militärs überlassen.
Mitte 2004 kündigte US-Präsident Bush den Abriss des Gefängnisses und seinen Ersatz durch ein modernes Hochsicherheitsgefängnis an. Dazu kam es aber nie.
Im September 2006 wurde das Gefängnis von den USA und der Irakischen Regierung geschlossen.

### Nach dem Abzug der USA
Das Gefängnis wurde am 21. Februar 2009 als Zentralgefängnis Bagdad ein weiteres Mal wiedereröffnet, wobei Kapazitäten für 15.000 Häftlinge vorgesehen waren.
Im Zuge des Aufstands im Irak nach dem US-Rückzug griffen in der Nacht vom 21. auf den 22. Juli 2013 islamistische Aufständische verschiedene Haftanstalten im Land an. Aus dem Abu-Ghuraib-Gefängnis konnten 500 Häftlinge entkommen. Die Terrorgruppe ISIS bekannte sich zu der Gefangenenbefreiung, bei der zwischen 25 und 120 Regierungssoldaten getötet wurden.
Am 15. April 2014 erklärte das irakische Justizministerium, dass es das Gefängnis geschlossen habe. Man befürchtete, dass es von sunnitischen Aufständischen eingenommen werden könnte.

### Bekannte Insassen

#### Unter amerikanischer Führung
- Abu Abdulrahman al-Bilawi, inhaftiert bis Juli 2003[8]
- Yunis Khatayer Abbas. Er wurde im Jahr 1998 unter Saddam Hussein wegen seiner journalistischen Tätigkeit festgenommen und gefoltert. Fünf Jahre später wurde er von den Amerikanern für neun Monate in Abu Ghuraib inhaftiert, bis seine Unschuld erwiesen war.[9]
- Emad al-Janabi, inhaftiert und gefoltert September 2003 bis Juli 2004.[10]
- Manadel al-Jamadi, inhaftiert am 4. November 2003 und am selben Tag zu Tode gefoltert.[11] siehe auch: Abu-Ghuraib-Folterskandal
- Abu Bakr al-Baghdadi, inhaftiert vom 4. Februar bis 13. Oktober 2004. Er wurde vermutlich im Gefängnis radikalisiert und war seit Mai 2010 bis zu seinem Tod am 26. Oktober 2019 der Anführer des IS.[12]
- Xatar (bürgerlich Giwar Hajabi), war nach einem Überfall auf einen Geldtransporter in Deutschland in den Irak geflohen und wurde dort 2009 in Bagdad inhaftiert und gefoltert. 2010 wurde er nach Deutschland abgeschoben und in der JVA Rheinbach untergebracht.

#### Unter Saddam Hussein
- Farzad Bazoft, inhaftiert von September 1989 bis zur Hinrichtung am 15. März 1990. Journalist des Observer.[13]
- Bill Barloon, inhaftiert vom 13. März bis 16. Juli 1995[14]